# Facultad de Biología (Universidad de La Laguna)
La Facultad de Biología de la Universidad de La Laguna se localiza en el campus de Anchieta. En ella se imparte el Grado en Biología y la Licenciatura en Biología, así como el máster Biodiversidad Terrestre y Conservación en Islas. 
Las autoridades académicas de la Facultad, y en concreto el Decano, son los responsables del cumplimiento y organización de los planes de estudios, aprobados por la Junta de Facultad. Esta Junta, a su vez está formada por una representación de los profesores, los alumnos y el personal de administración y servicios (PAS), renovándose su composición en los primeros meses de cada curso académico.
En la facultad se celebra anualmente, desde 1982, las Jornadas Micólogicas de Canarias. Además desde 2012 organiza un congreso de estudiantes cada enero.

## Historia
La Facultad de Biología de la Universidad de La Laguna fue creada el 5 de octubre de 1978, al transformarse las antiguas secciones de la Facultad de Ciencias en facultades independientes. La sección de Biológicas había sido creada en 1966 y ocupó diversos espacios en el edificio central de la universidad. La creación de la facultad coincidió con el traslado de todos los contenidos a sus nuevas instalaciones ubicadas en la Avenida Astrofísico Francisco Sánchez.

## Departamentos
- Departamento de Biología Animal
- Departamento de Biología Vegetal
- Departamento de Bioquímica y Biología Molecular
- Departamento de Botánica, Ecología y Fisiología vegetal.
- Departamento de Edafología y Geología
- Departamento de Estadística, Investigación Operativa y Computación
- Departamento de Física Básica
- Departamento de Microbiología y Biología Celular
- Departamento de Parasitología, Ecología y Genética
- Departamento de Química Orgánica

## Estadísticas
| 1998/99 | 1999/00 | 2000/01 | 2001/02 | 2002/03 | 2003/04 | 2004/05 | 2005/06 | 2006/07 | 2007/08 | 2008/09 | 2009/10 | 2010/11 | 2011/12 |
| ------- | ------- | ------- | ------- | ------- | ------- | ------- | ------- | ------- | ------- | ------- | ------- | ------- | ------- |
| 709     | 814     | 900     | 913     | 833     | 830     | 832     | 791     | 762     | 699     | 684     | 715     | 672     | 642     |

## Profesores ilustres
- Wolfredo Wildpret de la Torre

## Galería

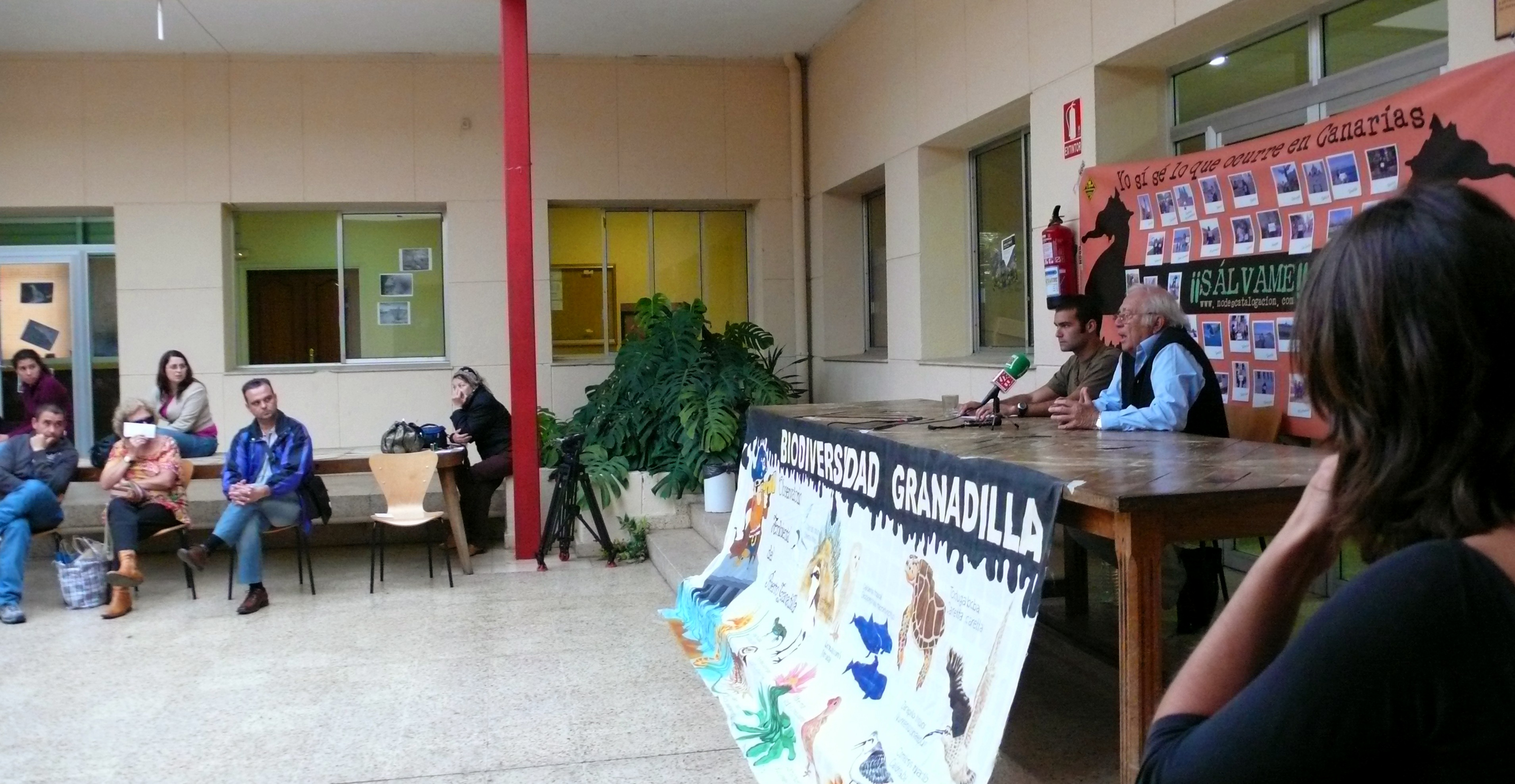
Wolfredo Wildpret interviene en un vigilia celebrada en la facultad contra la descatalogación de especies.
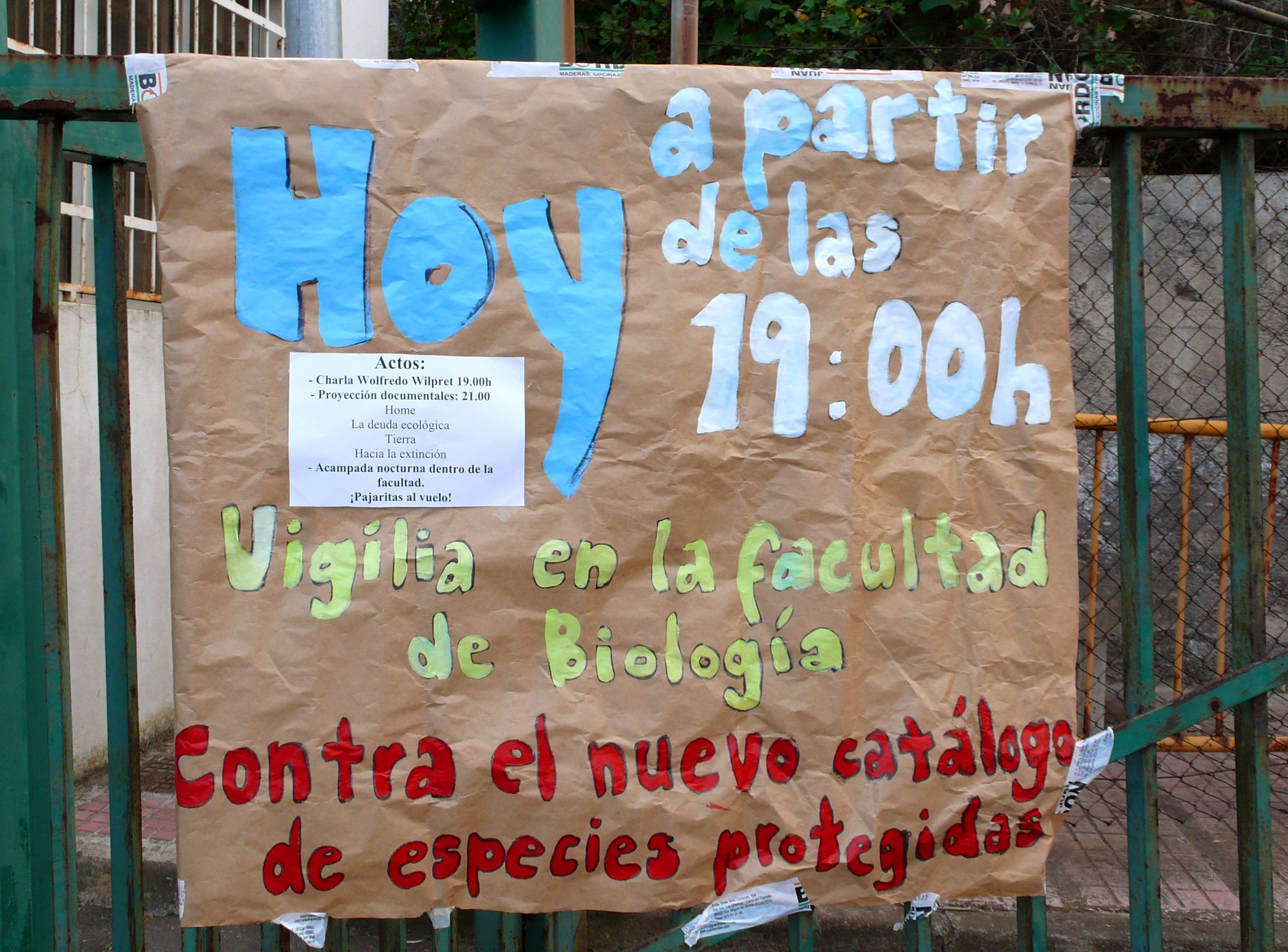